# Thormod Torfæus
Thormod Torfæus (Torvesen) islandsk: Þormóður Torfason (født 27. maj 1636 på Engey ved Reykjavík, død 31. januar 1719 på Stangaland på Karmøy, Rogaland) var islandsk historiker, der særligt studerede islandsk og norsk historie.
Torfæus regnes som en af den moderne historieskrivnings grundlæggere i Norge. Han var den første historiker, som skrev en sammenhængende norgeshistorie fra oldtiden frem til 1387, Historia rerum Norvegicarum, det største værk skrevet på latin skabt i Skandinavien. Ingen har før eller senere forfattet noget tilsvarende for et lærd, udenlandsk publikum.

## Opvækst og uddannelse
Han var søn af Thordis Bergsveinsdatter og Torve Erlandsen (død 1665). Erlandsen var sysselmand og dertil så formuende, at han førte en efter islandske forhold "prægtig Husholdning". Kort tid efter Torfæus' fødsel flyttede familien til Stafnes, der lå hvor lufthavnen Keflavik ligger i dag, og der siden 1925 har ligget et fyrtårn. Ifølge overleveringen var her en gang et rettersted. Under Torfæus' opvækst var det et levende samfund med handel.
Torfæus' far, hvis karakter der for øvrigt var delte meninger om, lod begge sine sønner studere. I hjemmet fik den yngste,Torfæus undervisning til han som 11-årig i 1647 blev sendt latinskolen på Skálholt. Han viste gode evner og blev i 1654, 18 år gammel sendt til Københavns universitet, hvortil han ankom i slutningen af året, efter på vejen at have gjort bekendtskab med Amsterdam. Først i juni 1655 blev han immatrikuleret med Thomas Bartholin som personlig rådgiver, privatpræceptor. I maj 1657 fik han teologisk attestats, dvs. embedseksamen i teologi, og ret til at prædike offentligt, men ikke tillægsuddannelsen der gav mulighed for at tiltræde præstegerningen.
Han vendte tilbage til Island, hvor han tilbragte den følgende vinter hos forældrene. Om sommeren 1658 drog han atter bort fra hjemmet, men ved nyheden om, at krigen mellem Danmark og Sverige på ny var brudt ud, fandt skipperen det ikke tilrådeligt at sejle til København, og skibet løb derfor ind til Kristiansand. I denne endnu unge og ubetydelige by forblev Torfæus i flere måneder, og fik således mulighed for at stifte bekendtskab med det land, han senere blev knyttet til for altid. Da han i marts 1659 ville forsøge at komme videre, blev skibet opbragt af en svensk kaper og han kom til at opholde sig en tid i Jylland, især i Aalborg, og nåede først København juli samme år.

## Arbejde for kongen
Vi ved ikke, hvilke livsplaner den 22-årige islænding kan have lagt, eller om han allerede havde sat sig videnskabelige mål. Imidlertid slog han snart ind på en litterær bane. Sansen for den norrønt-islandske litteraturs betydning var blevet vakt, og Frederik 3. var en konge med sans for videnskab. Til at oversætte nogle af de håndskrifter, som var sendt ned fra Island, havde han allerede før benyttet en afsat præst, Thorarin Eiriksson (som der findes en trykt latinsk afhandling om Halvdan Svarte af), men denne døde i 1659 kort efter Torfæus' ankomst. Heldige forbindelser (en kongelig jægermester Diepholt og sandsynligvis den Islandske rigsråd Henrik Bjelke) anbefalede Torfæus til at erstatte den afdøde. Foråret 1660 tiltrådte han stillingen, et mærkeligt held på en tid, da nøden og forarmelsen efter krigen var så stor.
Det var omstændighederne taget i betragtning forbavsende gode vilkår, han fik: 300 rigsdaler årligt og fri bolig med mere på Københavns Slot. Kongen fulgte hans arbejder med interesse og besøgte ham personligt i hans studerekammer, men en anekdote, som Peter Frederik Suhm flere menneskealdre senere har nedskrevet om, at Torfæus var årsag til, at kronprinsen lærte det danske sprog, må vistnok regnes som en skrøne.
Efter i et par år at have levet under disse behagelige forhold, var Torfæus allerede næsten blevet færdig med oversættelsen af de islandske skrifter, der fandtes i København. Nogle af disse arbejder findes stadig på det Kongelige Bibliotek, og en del af hans oversættelse af Snorres Edda blev trykt af Peder Hansen Resen i 1665. Senere sammenstykkede Jonas Ramus af Torfæus' arbejder sin latinske bog om det "hedenske Norge". For at samle flere håndskrifter rejste Torfæus i 1662 i følge med Henrik Bjelke op til Island, besøgte bisperne i Skalholt og Holar, og om efteråret vendte han via Hamborg og Lübeck, tilbage med det indsamlede materiale. Han fuldførte nu sin afhandling: Series dynastarum et regum Daniae, ( Slægtsrække over Danmarks herskere og konger) som opstillede en dansk kongerække, der adskilte sig fra Saxos, idet den ældste konge angaves at være Skjold og ikke Dan. Håndskriftet der opbevares på det Kongelige Bibliiotek som GKS 2449 4to, blev først udgivet i 1702 og vakte stor opsigt.

## Stiftamtskriver i Norge
Torfæus havde imidlertid fjender, og statens finanser var slette. Mod sit ønske og temmelig pludselig blev han, af ukendte grunde fjernet fra sin stilling. Hans biograf, Jon Erichsen, har kendt beretninger herom, men har ikke villet meddele, hvad han fandt "hvilede paa en vaklende Grund". Torfæus' afskedigelse skete i form af en forflyttelse til et embede i Norge, som "kammererer" (dvs stiftamtskriver) i Stavanger Stift, hvortil han udnævntes 10. juli 1664. I sin nye stilling fik han kun plager og fortrædeligheder med amtmænd, fogeder og andre norske embedsmænd, til dels vist på grund af sin egen stridbare karakter, som han havde arvet efter sin far. Arbejdet bestod i at være kongens regnskabskontrollør. Med sin stærke sans for retfærdighed slog Torfæus ned på det, han mente var urimelige afgifter, som fogderne tjente fedt ved. Han kom med forslag til reformer, der truede deres magt, og kom dermed i konflikt med dem.
Han rejste gennem Bohuslen og Christiania og skulle bo i Kristiansand, men fandt sig ikke til rette der, da indtægterne var små. Ét opnåede han dog, nemlig et fordelagtigt giftermål med enken Anna Hansdatter, der havde været gift to gange, sidst med forvalteren over Utstein kloster, Iver Nilsen Lem, en bror til Holbergs morfar. De giftede sig 9. juli 1665, og han fik dermed bl.a. den gode gård Stangeland ved Avaldsnes på Karmøy. I det følgende år rejste han til København for at opnå bedre lønvilkår, idet han tilbød at ville forfatte et skrift om den "politiske Administration" i gamle dage, og et etymologisk leksikon, Danicum. Han opnåede også afsked fra sit embede (22. august 1667) og udnævnelse til antiqvarius regius ("kongelig oldforsker"), dog således at han kunne bo på sin nye norske ejendom, der nu blev hans hjem resten af livet. I sin nye stilling fik han genoptaget sit tidligere historiearbejde, men ved Fredrik 3.s død tabte han denne ansættelse. Efterfølgeren, Christian 5., delte ikke sin fars interesse for kultur.

## Dømt for mord
Torfæus vendte tilbage til Stangeland i 1668. Han skulle genoptage sit oversætterarbejde, forfatte et Corpus historicum m.m. En utrykt oversættelse af Graagaasen (Islændernes lovbog i fristatens tid) stammer fra denne tid, men ved Frederik 3.s død blev hans bestalling ikke fornyet. I en årrække sad han nu på Stangeland, efter egne ord som "en anden bonde". I 1671 rejste han til Island for at ordne arven efter sin bror, der var død året forinden. I efteråret 1671 satte han kurs mod København via Amsterdam. Da skibet nærmede sig Skagen, forliste det. Alle om bord blev dog reddet, og Torfæus og hans følge rejste så over land, til de fik plads på en båd fra Århus til Sjælland. På nyt blæste det op til storm. Efter at have drevet omkring i to døgn uden mad og drikke, søgte skipperen nødhavn i Stavnsfjord på Samsø, hvor følget fik logi og et måltid med øl, inden de udmattede gik til sengs. Men pludselig kom endnu en islænding, Sigurd Asgeirsson, brasende gennem døren i Torfæus’ kammer med kurs mod hans seng. Værten Hans Holbech kom til og formanede parterne om at tage det roligt. Sigurd kom imidlertid tilbage, og Torfæus bad husets frue om et andet værelse. Det fik han, og kravlede beroliget til sengs - for tredje gang. Men nattero fik han ikke, værtinden fortsatte med at gå ind og ud, og Torfæus spurgte til sidst: "Hvorfor åbner du stadig døren – vil du føre ulykke på mig?" Lige efter blev døren revet op. Torfæus sprang til bordet med kården, greb den og stak efter personen, som kom styrtende ind. Det viste sig at være værten Holbech, som døde af skaden.
Torfæus blev arresteret, og Underretten dømte ham fra livet, men Viborg landsting fremholdt, at dommen først skulle forelægges kongen. Deres undersøgelse tydede på, at Holbech havde haft kriminelle hensigter, idet han ansås behæftet med djævelske kunster og andet utøj. Ifølge Viborg landsret havde Torfæus ikke til hensigt at dræbe Holbec, men frygtet det værste, da Sigurd Asgeirsson angreb ham i sengen. Retten noterede sig videre at to knive var fundet ved Torfæus' natteleje. Den ene tilhørte Holbech, som retten antog, stod i ledtog med Sigurd. Den anden kunne ikke identificeres. Da Holbech selv var faret ind i Torfæus' sovekammer, kunne retten forstå, at Torfæus følte sig truet nok til at ville forsvare sig. Torfæus ansøgte Christian 5. om benådning, og nordmanden Jørgen Bjelke, som på den tid var amtmand i Kalundburg og herunder også på Samsø, vedlagde en bekræftelse af, at Torfæus havde handlet i nødværge. Bjelke kritiserede også Samsøs øvrighed for ikke at have sat sig godt nok ind i sagen, hvad han mente, landsdommerne i Viborg havde. Han bad om, at Torfæus blev løsladt. I stedet bad kongen om højesterets vurdering af sagen. Torfæus’ biograf, John Erichsen, skrev i 1788, at Christian 5. dér gjorde en velgerning – ellers havde eftertiden aldrig fået hans imponerende norgeshistorie på latin fra 1711, og grundlæggende viden om Norges historie var for altid gået tabt.
Højesteret kunne ikke betragte gerningen som nødværge, men fandt dog, at "en Person ved Navn Thormund (!) Thorfveson" ikke havde haft animum occidendi (til hensigt at dræbe), og dermed burde slippe med offentligt skrifte, samt at betale 100 rigsdaler til Helligåndskirken. Kirkedisciplinen udstod han 1673 (i Christianshavns kirke), og vendte så hjem til Stangeland; men inden afrejse var han i audiens hos kongen, som vidste, at Torfæus havde stået højt i gunst hos hans far, Frederik 3. Christian 5. omgikkes ham også selv i opvæksten. Nu skal kongen have sagt til ham: "I er så morderisk." Hertil skal Torfæus havde svaret: "Jeg haver altid været af det Sind, hellere at dræbe end at lade dem dræbe mig." Han havde dog hele livet en sølvkårde på sin stuevæg, og skal have sagt: "Når jeg ser den, kommer jeg i hu min synd. Ellers var jeg ikke kommet tilbage til Norge…"

## Forsvarer i hekseproces
Torfæus vides i de nærmest følgende år ikke at have skrevet andet end nogle juridiske anmærkninger til Christian 4.s norske Lov, med særlig vægt på odels- og arveret. Det kan skyldes de forarbejder, der på den tid blev gjort til Christian 5.s Danske Lov. Torfæus ivrede for at styrke det militære værn af Vestlandet i en tid med hyppige krige i Skandinavien. I 1680-81 udmærkede han sig som forsvarsadvokat i en af Norges sidste hekseprocesser, hvor Tyri Johannesdatter Litlasund stod tiltalt for at have kastet sygdom på soldat Eilert Tolleivsen Grønhaugs børn. Torfæus fik hende endelig frikendt i Stavanger rådstue 26. september 1681.
Tyri Johannesdatter havde selv rejst sagen for at renvaskes, hvad der var helt ualmindeligt, men viser, hvor socialt belastende sådan et rygte var for den berørte. 29. marts blev der holdt fjerdingsting for Karmsund på Nora Velde i Avaldsnes. Tyri forklarede, at anklagerne skadede hendes "erlige Nafn och Røgte" og førte til "største Vanære och Foragt". Eilert tilstod at have sagt til sin svigersøn, at Tyri var en troldkvinde. Han mente at have flere vidner på, at hun var det, og havde set et underligt dyr komme ud af døren hos Tyris søn og gå ind til hans mor. Eiler Grønhaugs anklager kunne føre til dødsstraf, hvis de blev anset bevist. 
Næste runde var på fjerdingsting for Karmsund i Stangaland 5. juli. Flere vidner var mødt frem. Johannes drev værtshus i Kronå (vore dages Haugesund) og fortalte, at Kristoffer Simonsen Litlasund var faldet om efter at have drukket øl. Da han kom til sig selv, sagde han, at det var anden gang, "troldpukla" greb ham. Skete det igen, frygtede han ikke at blive ældre end dem, der tidligere havde boet på Litlasund. Marit Klausdatter Grønningen var søster til Kari Klausdatter, enke efter Tyris egen søn Hans Ingebretsen Litlasund. På sit dødsleje betroede Kari sin søster, at hun var blevet syg efter at svigermoren lagde hånd på hende. Angiveligt havde hun ikke rejst anklage av hensyn til Tyris børn. Den samme historie havde Karis andre søstre - Anne Klausdatter Bø, Berit Klausdatter Utvik og Magdalene Klausdatter Torvastad - samt en tjenestepige hørt. Nu blev der ballade i tingstuen. Anna Ingebretsdatter Gunnarshaug kaldte Eilert en skælm og ruskede ham. Derefter bad sagfaldsforpagter Peder Lauritsen de fremmødte om at fremføre, hvad de havde at sige om Tyri. Tolv mænd fra Avaldsnes skipreide opgav, at så længe de kunne huske, var Tyri og hendes mor kendt for trolddom. Tretten mænd fra Skåre skipreide kom med lignende udsagn.
Det eneste vidne, der kom Tyri til forsvar, var hendes svigersøn Johannes Bentsen Stange. Han fremlagte erklæringer fra præsten og naboer på Litlasund om, at hans svigermor var retsindig og opførte sig ordentlig. 16. november kom sagen så op på nyt på Avaldsnes skipreides tingsted på Nora Velde. Stange var stævnet for at have talt nedsættende om dem, der vidnede mod hans svigermor. Stange tilstod det, og godtog at bøde seks rigsdaler. Han gav hver af dem hånden og bad om tilgivelse. Kari Klausdatters fire søstre fik også en undskyldning, og Stange erklærede, at han kun vidste godt om dem. Han var også dømt til at skænke en tønde korn til de fattige. Anna Ingebretsdatter var stævnet for at have kaldt Eilert Grønhaug en skælm. Anna sagde, at det var fordi, Eilert havde beskyldt hendes mor for trolddom. Her blev ingen dom afsagt; men det var tydeligt, at sagen kunne ende med, at Tyri blev dømt. Hun sendte brev til amtmand Ludvig Rosenkrantz med bøn om at få en dygtig forsvarer. Amtmanden bad fogden Niels Kristiansen om at finde én, og denne anmodede Torfæus om at påtage sig opgaven.
Torfæus mødte til ekstraordinært retsmøde på Litlaund i Skåre, og gik hårdt ud mod anklagerne, som han beskrev som ren sladder. Torfæus ville have Eilert Grønhaug straffet og idømt sagsomkostninger. Når det gjaldt vidnemålet fra Kari Klausdatter og familien, hævdede han, at disse var inhabile pga. en ejendomstvist, hvor Kari og hendes mand havde villet overtage hele Litlasund, hvad Tyri havde modsat sig. Kristoffer Litlasunds udtalelser på værtshuset anså Torfæus som vrøvl fra en drukken, og "troldpukla" kunne heller ikke anvendes om Tyri. Torfæus henviste videre til erklæringer tidligere afgivet ved Torvastad kirkegård fra tolv mænd, som kun havde godt at sige om Tyri som nabo. Men tjenestepigen Anna Olsdatter fremkom med nye anklager, og Eilert Grønhauge var ikke i tvivl om, at Tyri havde sat troldskab på hans børn. Et nyt retsmøde blev aftalt på Litlasund 16. september, hvor Eilerts kone Åsa Paulsdatter fortalte, at hun havde købt smør af Tyri. Hun fik mindre smør, end hun have betalt for, og der kom rotter i spisekammeret, som ikke ville spise af smørret. Rotterne angreb Åsa, så hun fik et ar på halsen. Rotterne holdt kun til hos dem, og peb ikke som andre rotter, men som tudser, hvalpe, ravne og katte. De var svære at blive af med, og den ene forsvandt ikke, før den havde bidt hende i foden.
26. september faldt der omsider endelig dom. Torfæus tilbageviste alle anklager ved at henvise til de vidneudsagn der talte til hendes og hendes mors fordel. Eilert soldat havde forlangt, at Tyri skulle aflægge vandprøve, dvs. kastes i vandet med hænder og fødder bundet. Sank hun, var hun uskyldig. Retten lod Tyri slippe for vandprøven og fandt hende uskyldig. Eilert soldat blev alligevel ikke dømt for falsk anklage. En sag mod ham måtte forfølges i krigsretten. Som soldat havde han krigsretten som værneting.

## Historiographusfor Kongeriget Norge
I 1682 fik han dog atter mod til at søge lykken i København. Hvad der vistnok mere end noget andet gav ham håb om ny ansættelse var den interesse og offervillighed, hvormed det nordiske oldtidsstudium i den sidste tid var blevet omfattet af den svenske regering. Denne havde oprettet et antikvitetskollegium, man havde indkaldt islændinge og, hvad Torfæus særlig kunne påberåbe sig, han havde selv modtaget en indtrængende kaldelse fra Sverige. Hans ansøgning blev opfyldt, og 23. september 1682 fik han ansættelse som "Historiographus for Kongeriget Norge", en titel, han som den eneste har fået tildelt , idet biskop Arnold Hansen de Fine på egen hånd havde tilranet sig den. Hans løn blev sat til 600 rigsdaler, og han kunne stadig blive boende på Stangeland. Til dette sit fjerne hjem, fik han endda udlånt de sjældne håndskrifter både fra kongens og universitetets biblioteker: Edda-digtene, Flatøbogen, kongesagaerne, islandske sagaer og annaler i stor mængde. Intet af den rige skat synes at være kommet bort, da den mere end tyve år senere blev returneret. Mange af de vigtige håndskrifter har siden beholdt de navne, Torfæus gav dem: Jöfraskinna, Fagrskinna, Morkinskinna osv.
For den, der skulle skrive Norges historie, kunne det måske også have nogle fordele at være bosat i landet, men ulemperne herved var åbenbart langt større, især når man skulle bo så ensomt som på Karmøy, hvilket han åbenbart kun af økonomiske grunde kan have valgt. Indholdet i hans bibliotek kendes ikke nærmere; i Norge fandtes der den gang ingen større bogsamling og ikke en eneste betydelig lærd. I 1689 havde Torfæus dog den glæde at se Arne Magnusson som sin gæst, og han korresponderede med nogle historieinteresserede nordmænd. Hans brevveksling med provst Iver Leganger i Sogn er bevaret. Han ønskede forgæves at få domkapitlernes arkiver tilsendt; senere kom disse i Arne Magnussons hænder. Kun de stavangerske skindbreve fik Torfæus fat i, uden dog at benytte dem i større udstrækning. En påtænkt rejse til Trondheim blev der intet af, derimod kom han gentagne gange til København, vistnok især, fordi udbetalingen af hans gage var forsinket, og ofte var i fare for at formindskes eller helt blive inddraget.
Han skrev til Obersecretair Ditlev Vibe om "de danske Kongers ret til Canada, som dens første Opfindere." I nordområderne forblev grænserne uklare frem mod 1900, og Torfæus fortsatte: "Naar min Vinlandia kommer for Dagen, skal man see, hva Forseelse her er skeet; thi det, de Franske, Hollandske og Engelske, og tildeels de Spanske, have nu i Nordamerika, og mueligen Guldklumperne i Peru kunde vi længe siden havt, førend Christopher Columbus var til."

## Skriftlige arbejder
Hans mange skrifter vidner om hans enorme flid. Han begyndte med en række afhandlinger om norske bilande og kolonier. I 1695 kom hans bog De rebus gestis Færøensium, i 1697 hans Orcades. Sidstnævnte værk skrev han efter særlig højeste befaling, og bogen, en foliant, er endnu af vigtighed ved de aktstykker, han udgav for at godtgøre den norske krones ret til at indløse Orkneyøerne. 1705 kom Vinlandia, 1706 Grønlandia antiqva. Ved trykningen af de sidste skrifter havde han bistand af en ung norsk ven, Jacob Rasch, senere rektor i Christiania.
På Stangeland havde han en række af mere og mindre litterære håndskrivere, af hvilke hans frænde, den flittige afskriver Asgir Jonsson, der, efter at have afslået en kaldelse til Sverige, til sidst blev sorenskriver i Smålenene, er den mest bemærkelsesværdige. Han boede hos Torfæus fra 1688 til 1704.
Omsider udkom hans hovedværk, Historia rerum Norvegicarum i 4 foliobind 1711. Under krigen var det udelukket med en offentlig understøttelse til at få det trykket. At det til sidst blev trykket, skyldtes alene Christian Reitzers opofrelser; han har da også forfattet forordet. Værket blev det sidste i rækken af de store latinske historiografers værker i folio. Skønt Holberg (i den 171. epistel) finder hans latinitet "sirlig", vil denne dom næppe tiltrædes af filologer. I én henseende gjorde den latinske form sin nytte, idet udlandet nu fik noget bedre kendskab til Norges historie end før. Den yngre Jonas Ramus indbød 1744 til subskription på en dansk oversættelse, der imidlertid aldrig udkom.
At Torfæus' Norges historie "lider af Mangel paa Kritik" er sandt og vist, men man kan med føje sige med N.M. Petersen: "Hvorfra skulde han hente den?" Torfæus tog også sagaerne bogstaveligt og troede fx på fablerne om Nor og Gor. Nor, som Norge angiveligt skulle være opkaldt efter, anså Torfæus for en faktisk person, født ca år 30 e.Kr. Han mente, lokale udgravninger viste grundmuren på Gange-Rolvs gård og skib på Sunnmøre. Han ledte efter en kronologisk tråd i norrøn historie, og startede sin tidsregning ved Odins ankomst til Norden ca 40 f.Kr. Det arbejde har Torfæus aldrig fået nogen ære af, fordi det indeholdt så mange fejl. Unikt er alligevel hans oversættelse til latin af et håndskrift, der gik tabt i Københavns brand 1728, nemlig en tale af Sigurd ladejarl fra ca 935 om Harald Hårderådes påståede galskab. Interessant er det også, at der i Torfæus' brug af Egils saga findes detaljer, der tyder på, at han har haft en fyldigere version end de nuværende til sin disposition. Han kritiserede sagaskriverne for at have underslået vigtigt materiale, som han mente, de måtte have kendt til, fx tabet af Harald Hårderådes (og Norges) guld i 1066. Interessant nok falder hans spekulationer fra 1711 om, at Vilhelm Erobreren har kendt til Haralds planer om at angribe England i 1066, sammen med moderne historikeres opfatning. Torfæus påpegede også, at Haralds strid med pave Alexander 2. dannede en vigtig optakt til kong Sverres konflikt med pavedømmet i tiden rundt år 1200. Torfæus skrev også en spændende gengivelse af alt sit indsamlede materiale – fra sagn og saga, vandrehistorier og viser – om Heming Aslakssøn, mesterskiløberen fra Nord-Norge i 1000-tallet, der, som den reneste Wilhelm Tell, af Harald Hårderåde blev tvunget til at skyde en nød ned fra sin brors hoved, ligesom Saxo har fortalt, at Harald Blåtand tvang Palnatoke til at skyde et æble af sin søns hoved og stå på ski ned ad Kullen i Skåne.
Torfæus er den første, der har gennemgået og stræbt at sammenstille hele sagaforrådet, og længe var det ham, man tyede til, når man ville gøre bekendtskab med den gamle norske historie, da Gerhard Schøning kun nåede til år 995. Særlig er Torfæus den første, som har gjort kong Sverres historie bekendt for verden, thi Peder Clausen kendte ikke dennes saga, men kun et kort uddrag deraf. Han førte historien ned til 1387, da sagaskrivningen var ophørt.
En geografisk beskrivelse skulle danne indledning til værket, men man fik egentlig kun en latinsk gengivelse af Peder Clausen, skønt Torfæus ivrig ønskede at kunne give noget mere. I 1706 udvirkede han en befaling om, at der fra embedsmænd rundt om i landet skulle sendes ham efterretninger, og der indkom også nogle sådanne, af hvilke levninger er bevarede, men det var da for sent, da hans kraft var nedbrudt.

## Sidste tid og død
I slutningen af 1705 blev Torfæus syg og var herefter uskikket til arbejde. Imidlertid gjorde han året efter en sidste Københavnsrejse. I 1709 indgik han, der siden 1695 havde været enkemand, et nyt ægteskab, med Anne Hansdatter, en rådmandsdatter fra Stavanger. Om han i sine sidste år stadig har nydt sin historiograf-løn, vides ikke. Han døde på Stangeland i 1719 og blev begravet under en dekoreret stenplade i koret i Avaldsnes kirke, sammen med sine to hustruer. Da kirken blev restaureret i 1839–40, blev de døde lagt i en fællesgrav på kirkens nedre side.
Hans samtid i Norge havde vistnok ikke stort begreb om, hvilken mand han var. Hans beundrer, Holberg, der på grund af svogerskabsforholdet måske som barn har set ham i Bergen, fortalte, at han i denne by var "fast ubekjendt". Men det har dog vist vakt stor opsigt, at Frederik 4. i 1704 var hans gæst på Stangeland og blev der natten over.

## Eftertiden
Arne Magnussen, der i Torfæus affældige år atter havde besøgt ham og tilbragt vinteren 1712-13 på Stangeland, arvede bl.a. hans store kopibøger (4 folianter) og siges at have gjort biografiske optegnelser om ham, der skulle være brændt ved Københavns brand 1728 .
I 1777 udkom den vigtige samling Torfæana. Torfæus landsmand Jon Erichsen udgav nogle af hans breve i sin Jon Loptssøns Encomiast og forfattede en for den tid ypperlig biografi af ham (i Minerva 1786-88), der desværre ikke blev fuldført.
I årene 2008 - 2014 blev en norsk oversættelse af Torfæus' Norges-historie udgivet i 7 bind.

## Eftermæle
Gennem Norges historie regnes Torfæus som en af grundlæggerne af den moderne historieskrivning om Norge. Han stilles ofte bagefter Snorre og før Gerhard Schøning og P.A. Munch. Peter Frederik Suhm kaldte ham "Den nordiske Histories Fader". Holberg stillede sig kritisk til dele af hans arbejde, men mente alligevel at hans historieværk var "en af de anseeligste og prægtigste Historier, som nogen Tiid er kommen for Lyset." Ole Andreas Øverland skrev i 1890-tallet at Torfæus ikke altid brugte den nødvendige kritik på sin kilder; "men alligevel forringer ikke denne Mangel hans Ry som en af de lærdeste Mænd, for ikke at si den lærdeste Mand, Norge har havt at opvise." Finnur Jónsson skrev i 1928, at værket er så vigtigt, fordi det giver uddrag og referater af kilder, som efter 1711 var gået tabt ved brand og på andet vis. Gennem Torfæus blev Norges historie for første gang kendt internationalt fra oldtiden frem til 1387. Det kom til at danne grundlag for en række af de forestillinger, Europa fra 1700-tallet dannede sig om Norge og Norden. Torfæus præsenterede gennem sagaerne en civilisation med egne kulturelle rødder, uafhængig af kontinentets latinske kultur.